# William F. Ludwig
William F. Ludwig (Nenderoth, 15 de julho de 1879 - 8 de julho de 1973) foi um baterista, percussionista e fabricante de instrumentos musicais alemão, conhecido por ter produzido a primeira versão eficiente de um pedal para bumbo. Junto de seu irmão Theobald, fundou a empresa de instrumentos de percussão Ludwig Drums.